# 长萼铁线莲
长萼铁线莲（学名：Clematis tashiroi），又名琉球铁线莲、田代氏铁线莲，为毛茛科铁线莲属下的一个种。

## 扩展阅读
- 維基物種上的相關：田代氏铁线莲